# Valerijan Jenko
Pater Valerijan (Jože) Jenko, slovenski frančiškan, * 6. januar 1926, Šiška, † 15. junij 2018

## Odlikovanja in nagrade
Leta 2000 je prejel častni znak svobode Republike Slovenije z naslednjo utemeljitvijo: »za dolgoletno zaslužno delovanje med Slovenci v Avstraliji«.